# Trịnh Thanh Thiệp
Trịnh Thanh Thiệp (1930 - 2020) là Thiếu tướng Công an nhân dân Việt Nam đã nghỉ hưu. Ông nguyên là Phó Tổng cục trưởng thường trực Tổng cục Cảnh sát, Bộ Công an Việt Nam. Ông là người thành lập Đội SBC (lực lượng cảnh sát săn bắt cướp) năm 1978 ở Thành phố Hồ Chí Minh. Ông cũng là người đã ra lệnh bắt Năm Cam từ năm 1995.

## Tiểu sử
Thiếu tướng Trịnh Thanh Thiệp sinh năm 1930, quê quán tại xã Mỹ Đức, huyện An Lão, thành phố Hải Phòng.
Ông tham gia kháng chiến chống Mỹ ở chiến trường Lộc Ninh.
Sau khi Sài Gòn sụp đổ (30 tháng 4 năm 1975), ông cùng đồng đội tiếp quản Tổng nha Cảnh sát Sài Gòn. Vợ ông, bà Phạm Thị Thái, và con gái út vẫn sống ở quê Nam Định.
Năm 1977, ông làm Trưởng phòng Cảnh sát hình sự, Công an Thành phố Hồ Chí Minh.
Tháng 3 năm 1978, ông thành lập Đội SBC.
Năm 1979, ông đoàn tụ với vợ và các con ở Thành phố Hồ Chí Minh.
Sau một thời gian công tác ở Công an Thành phố Hồ Chí Minh, ông được điều động công tác ở Bộ Công an cơ sở phía nam.
Năm 1995, ông giữ chức vụ Phó Tổng cục trưởng Tổng cục Cảnh sát (phía Nam).
Năm 1995, thiếu tướng Trịnh Thanh Thiệp nghỉ hưu. Khi đó, ông đang giữ chức vụ Phó tổng cục trưởng Tổng cục Cảnh sát, Bộ Công an Việt Nam.
Trước khi nghỉ hưu, ông đã ra lệnh bắt Năm Cam.
Sau khi về hưu, ông cùng gia đình sinh sống ở đường số 2, phường An Lạc A, Quận Bình Tân, Thành phố Hồ Chí Minh.
Ông mất ngày 26 tháng 6 năm 2020.

## Lực lượng cảnh sát SBC
Tháng 3 năm 1978, Đội SBC (Săn Bắt Cướp) thuộc Phòng Cảnh sát hình sự, Công an Thành phố Hồ Chí Minh được thành lập.
Lúc này, ông 48 tuổi mang cấp hàm Trung tá. Ông đã trực tiếp đứng ra tuyển chọn, tổ chức và đào tạo các cảnh sát trẻ dưới 30 tuổi thực hiện nhiệm vụ bảo vệ trị an cho Thành phố Hồ Chí Minh. Ông Trịnh Thanh Thiệp có biệt danh ông 5T (viết tắt 5 chữ T đầu các chữ Trung tá Trịnh Thanh Thiệp). SBC đã lập nên nhiều chiến công. Năm 1989, Đội SBC đổi tên thành Đội trinh sát đặc nhiệm.

## Gia đình
Ông kết hôn với bà Phạm Thị Thái (sinh năm 1936). Hai ông bà có với nhau ba người con, hai trai và một gái út. Con trai thứ hai của ông là Trịnh Thanh Sơn, năm 2013 là Tiến sĩ, Trưởng phòng Đào tạo sau đại học Trường Đại học Sư phạm Thành phố Hồ Chí Minh.

## Khen thưởng
- Huy hiệu 70 năm tuổi Đảng Cộng sản Việt Nam (trao ngày 27 tháng 8 năm 2018)[7]